# Julia Paar

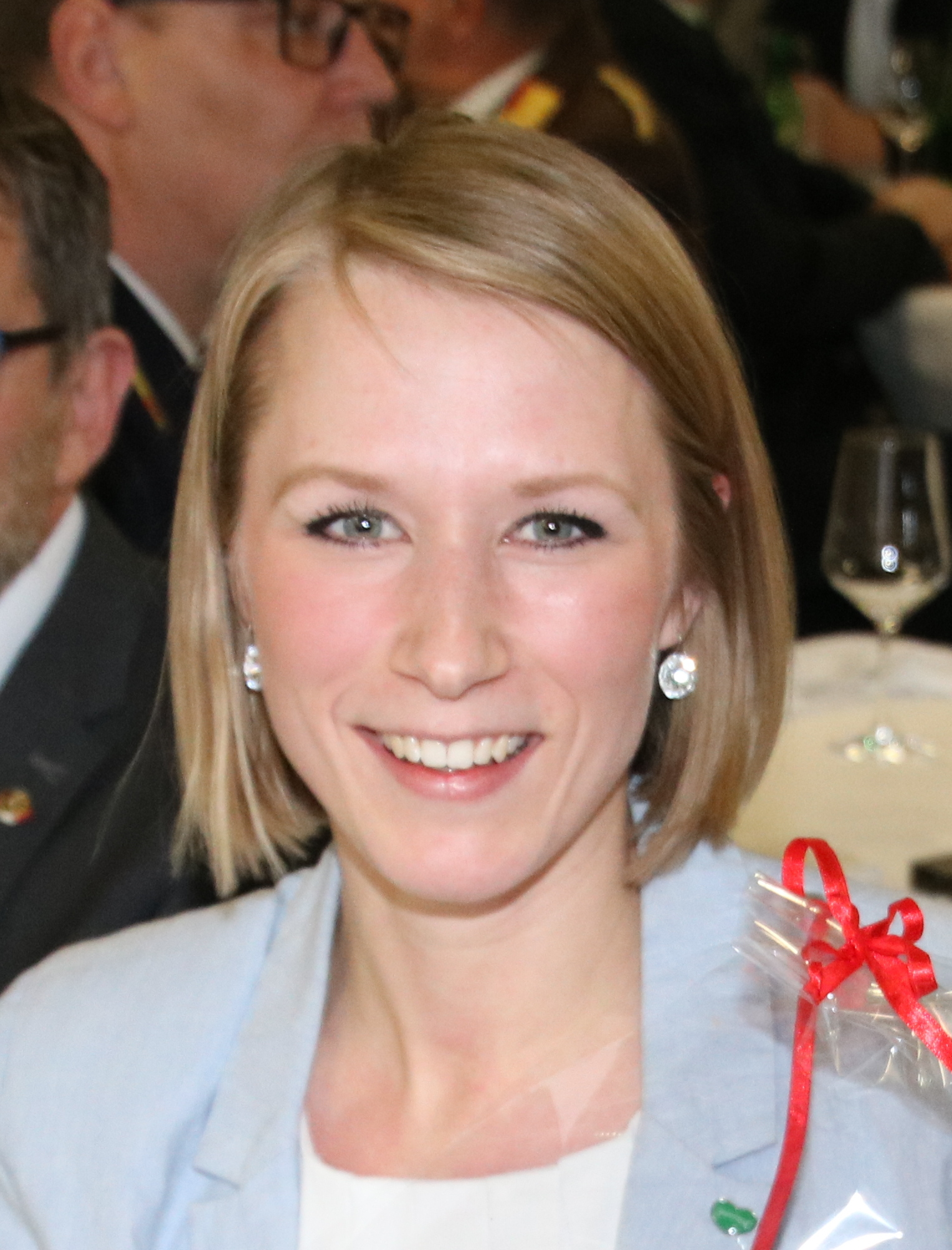
Julia Majcan (2020)

Julia Paar (* 13. November 1994 als Julia Majcan in Feldbach) ist eine österreichische Politikerin der Österreichischen Volkspartei (ÖVP). Vom 17. Dezember 2019 bis zum 18. Dezember 2024 war sie Abgeordnete zum Landtag Steiermark, seit August 2024 ist sie außerdem Vizebürgermeisterin von Bad Radkersburg.

## Leben

### Ausbildung und Beruf
Julia Majcan besuchte nach der Volks- und Hauptschule in Bad Radkersburg die Höhere Lehranstalt für wirtschaftliche Berufe in Mureck, wo sie 2014 maturierte. Anschließend begann sie ein Studium der Betriebswirtschaft an der Universität Graz, das sie 2018 als Bachelor of Science abschloss. Danach begann sie ein Management-Masterstudium an der Wirtschaftsuniversität Wien, welches sie im August 2020 als Master of Science abschloss. 2019 absolvierte sie ein Auslandssemester an der EDHEC Business School in Lille, Frankreich.
Ihr Vater Josef Majcan ist Regionalstellenleiter der Wirtschaftskammer Leibnitz, ihr Onkel Alexander Majcan ist Bezirkshauptmann des Bezirkes Südoststeiermark.

### Politik
Sie engagierte sich während des Studiums an der Karl-Franzens-Universität Graz in der HochschülerInnenschaft als Studienrichtungsvertreterin für Betriebswirtschaft sowie stellvertretende Vorsitzende der Fakultätsvertretung der Sozial- und Wirtschaftswissenschaftlichen Fakultät. Seit 2017 ist sie Organisationsreferentin der Jungen Volkspartei (JVP) in Bad Radkersburg. Von 2017 bis September 2020 war sie Vorsitzende des Uni Management Clubs (Uni MC) des Wirtschaftsbundes Steiermark. Seit Oktober 2019 gehört sie dem Bezirksparteivorstand der ÖVP Südoststeiermark an.
Bei der Landtagswahl 2019 kandidierte sie auf dem zwölften Listenplatz der Landesliste sowie auf Platz fünf im Landtagswahlkreis 2 (Oststeiermark). Am 17. Dezember 2019 wurde sie zu Beginn der XVIII. Gesetzgebungsperiode als zu diesem Zeitpunkt jüngste Abgeordnete zum Landtag Steiermark angelobt, wo sie im ÖVP-Landtagsklub als Sprecherin für Jugend, Arbeit und Behinderte fungiert. Nach mehreren Jahren als Gemeinderatsmitglied der Stadt Bad Radkersburg wurde sie im August als Erste Vizebürgermeisterin angelobt.
Nach der Landtagswahl 2024 schied sie mit 18. Dezember 2024 aus dem Landtag aus.